# Blynx
Un blynx (o blince) es la descendencia híbrida de un lince rojo (Lynx rufus) y un lince de Canadá (Lynx canadensis), dos especies estrechamente relacionadas del género Lynx.

## Híbridos reportados
La primera evidencia de un blynx, basada en el análisis genético, se informó de Minnesota.
En agosto de 2003, los biólogos en Maine capturaron un blynx y lo consideraron una casualidad estéril de la naturaleza. Lo soltaron con un collar de seguimiento para observar su comportamiento; sin embargo, el collar se colocó demasiado apretado y el blynx murió de hambre.
Poco después, otra blynx hembra reportada fue vista en Míchigan, con una camada de cachorros. Esto refutó la teoría de que el blynx era un híbrido estéril como las mulas. Otra hembra blynx dio a luz en el verano de 2003 en Maine después de quedar atrapada ese invierno.

## Apariencia
Un blynx es como un gato de tamaño mediano con orejas que se enrollan hacia atrás y tienen la punta negra como su padre lince de Canadá. Su cara se asemeja más a la de su padre lince y puede o no tener manchas. Al igual que ambos padres, tiene una cola muy corta o carece por completo.